# 成瀬正孝
成瀬 正孝（なるせ まさたか、1950年2月27日 - ）は、日本の俳優。長崎県出身。1970年代半ばから1980年代後半までは成瀬 正（なるせ ただし）名義で活動していた。東映俳優センター、沢井プロダクション、ステージドア、柊企画を経て、ファインステージに所属。

## 来歴
長崎県立大村工業高等学校卒業。
1969年、第13期東映ニューフェイスとして東映へ入社（同期は片桐竜次、女屋実和子、岩本良子）。
デビュー当時は主演女優の相手役に抜擢（）されるなど二枚目のホープだったが、「ピラニア軍団」に加入して以降、1970年代の実録映画に多数出演。
1989年の『将軍家光の乱心 激突』では、将軍の跡継ぎを警護する7人の浪人にキャスティングされ、殺陣や乗馬を披露し、代表作のひとつとなった。
1995年より所属していた芸能事務所「沢井プロダクション」では、同事務所の俳優養成所にて演技講師も務めていた。

## 人物
- 渡瀬恒彦とはプライベートでも親友で、「俺」「お前」と呼び合っている仲であった。
- 趣味はゴルフ[3]。特技は乗馬[3]、柔道（二段）[1][3]。
- 愛煙たばこの銘柄は、タール12mgの赤色のラーク（通称：赤ラーク）。

## 出演

### 映画
- 関東兄弟仁義 仁侠（1971年、東映）
- 日本女侠客伝 血斗乱れ花 （1971年） - あばた面の男
- 女番長ブルース 牝蜂の逆襲（1971年、東映）
- 現代やくざ 血桜三兄弟（1971年、東映） - 敏
- 懲役太郎 まむしの兄弟（1971年、東映）
- まむしの兄弟 お礼参り（1971年、東映）
- 徳川セックス禁止令 色情大名（1972年、東映）
- 温泉スッポン芸者（1972年、東映）
- 女番長ゲリラ（1972年、東映）
- 恐怖女子高校 女暴力教室（1972年、東映） - 聖光女子学園 3年4組担任 吉岡敬一(新人教師)
- 恐怖女子高校 アニマル同級生（1973年、東映） - 梶村政男
- 不良姐御伝 猪の鹿お蝶（1973年、東映） - 柊修之助
- 現代任侠史（1973年、東映） - 植村
- 仁義なき戦い 代理戦争（1973年、東映） - 村岡組組員 助藤信之
- 仁義なき戦い 頂上作戦（1974年、東映） - 山守組槇原組組員 的場保
- 仁義なき戦い 完結篇（1974年、東映） - 天政会武田組組員 丸山勝
- まむしの兄弟 二人合わせて30犯（1974年、東映）
- 山口組外伝 九州進攻作戦（1974年、東映） - 木原保
- 唐獅子警察 （1974年） - 三条宏
- 極道VSまむし （1974年） - 高村角三(清吉の子分)
- あゝ決戦航空隊 （1974年） - 江島欣一
- 極道VS不良番長 （1974年）
- 新仁義なき戦い（1974年、東映） - 難波組組員 鈴木
- 県警対組織暴力（1975年、東映） - 大貫良平
- 暴動島根刑務所（1975年、東映） - 舟律惣市
- 極道社長（1975年、東映） - ヒロシ
- 新仁義なき戦い 組長の首（1975年、東映） - 大阪の刑事
- 実録外伝 大阪電撃作戦（1976年、東映） - 津田
- 玉割り人ゆき 西の廓夕月楼（1976年、東映） - 上原
- 新仁義なき戦い 組長最後の日（1976年、東映） - 大阪 米元組組員 吉田春吉
- 沖縄やくざ戦争（1976年、東映） - 赤嶺保
- 暴走パニック 大激突（1976年、東映） - 警官
- やくざの墓場 くちなしの花（1976年、東映） - 町永
- やくざ戦争 日本の首領（1977年、東映） - 木村利夫
- 女獄門帖 引き裂かれた尼僧（1977年、東映）
- ピラニア軍団 ダボシャツの天（1977年、東映） - 谷
- 日本の仁義（1977年、東映） - 金子貞
- ドーベルマン刑事 （1977年、東映） - 城野昌久(英森芸能)
- こちら葛飾区亀有公園前派出所（1977年、東映） - 酒井鉄也
- 宇宙からのメッセージ（1978年、東映） - ヒキロク
- 柳生一族の陰謀（1978年、東映）
- 多羅尾伴内（1978年、東映）
- 事件（1978年、松竹）
- 野性の証明（1978年、東映） - 安川
- 赤穂城断絶（1978年、東映）
- 神様のくれた赤ん坊（1979年、松竹）
- 十代 恵子の場合（1979年、東映）
- 徳川一族の崩壊（1980年、東映）
- 魔界転生 （1981年、東映） - 甲賀玄十郎
- とりたての輝き（1981年、東映） - 中野
- 冒険者カミカゼ -ADVENTURER KAMIKAZE- （1981年、東映） - 黒木
- 道頓堀川（1982年、松竹）
- 野獣刑事（1982年、東映） - 成政組 砂川
- 人生劇場（1983年、東映）
- 里見八犬伝（1983年、東映） - 代官家来
- 唐獅子株式会社（1983年、東映） - 戸張
- 刑事物語3 潮騒の詩（1984年、東宝） - 矢代係長
- 修羅の群れ（1984年、東映） - 郷三助
- 刺青 IREZUMI（1984年、にっかつ） - 沢村
- 櫂（1985年、東映） - 松崎
- 二代目はクリスチャン（1985年、東宝） - 沼川
- 花いちもんめ。（1985年、東映）
- 将軍家光の乱心 激突 （1989年、東映） - 土門源三郎
- せんせい（1989年、松竹）
- オルゴール（1989年、東映） - 田尻
- 226（1989年、松竹富士）
- 天と地と（1990年、東映） - 大熊朝秀
- 新極道の妻たち（1991年、東映） - 前田組組長
- 本気!（1991年、東映）- 今清水
- 民暴の帝王（1993年、東映） - 角川（パチンコ店店主）
- BE-BOP-HIGHSCHOOL（1994年、東映） - 羽田先生
- 首領を殺った男（1994年、東映） - 結城伸也
- やくざ道入門（1994年、バンダイビジュアル）
- 鉄と鉛（1997年、東映）
- 必殺! 三味線屋・勇次（1999年、松竹）
- 共犯者（1999年、東映）
- 修羅がゆく10 北陸代理決戦（1999年、東映ビデオ）- 河津ファイナンス社長 河津五郎
- 京浜抗争史外伝 最後の組長（2000年、東映） - 荒川稔
- 実録 夜桜銀次（2001年、東映）
- 修羅のみち1 関東vs関西 全面戦争勃発（2001年、東映ビデオ） - 関東共住会副本部長・花房組組長 花房哲也
- 凶気の桜（2002年、東映） - 小西明良
- 極道の妻たち 情炎（2005年、東映ビデオ） - 菅沼組幹部
- まだまだあぶない刑事（2005年、東映） - 横田
- 大阪府警潜入捜査官（2007年、アイコット） - 瀬川組若頭 田中
- 民暴（2016年） - 帝都会総長 宮本義朗
- CONFLICT 〜最大の抗争〜（2016年） - 武器商人 日向源吉
- 浅草・筑波の喜久次郎〜浅草六区を創った筑波人〜（2016年）
- アウト＆アウト（2018年） - 堂島哲士

### テレビ作品
- 柳生十兵衛 第19話「南国慕情」（1971年、CX / 東映） - 兵児侍
- 忍法かげろう斬り（1972年、KTV / 東映）
  - 第1話「俺は幕府のイヌじゃない」
  - 第10話「男が死ぬとき」 - 喜八
- 地獄の辰 捕物控 第10話「月に吠える狼のように」（1972年、NET / 東映）
- 長谷川伸シリーズ 第17話「越後獅子祭り」（1973年、NET / 東映）
- 江戸を斬る（TBS / C.A.L）
  - 江戸を斬る 梓右近隠密帳 第25話「反乱前夜」（1974年）
  - 江戸を斬るVIII（1994年）
    - 第1話「江戸を斬る」 - 千次
    - 第20話「父の敵は十手持ち」 - 木颪の勝蔵
- 必殺シリーズ（ABC / 松竹） 
  - 暗闇仕留人 第6話「狙われて候」（1974年） - 同心
  - 必殺必中仕事屋稼業（1975年）
    - 第6話「ぶっつけ勝負」 - 用心棒 河合
    - 第22話「脅して勝負」 - 同心 中道

  - 必殺仕置屋稼業（1975年）
    - 第2話「一筆啓上罠が見えた」 - 高岩
    - 第19話「一筆啓上業苦が見えた」 - 正木

  - 必殺仕事人V 第6話「りつ、減量する」（1985年） - 猪之吉
- おしどり右京捕物車 第22話「峠」（1974年、ABC / 松竹） - 旅の侍
- 水戸黄門（TBS / C.A.L）
  - 第5部 第25話「黄門爆殺計画 -長崎-」（1974年9月23日） - 明国人
  - 第6部 第5話「おてもやんの初恋 ‐熊本‐」（1975年4月28日）
  - 第8部（1977年） ※ 成瀬正名義
    - 第19話「人情灘の生一本 -兵庫-」 - 猪之松
    - 第20話「虚無僧の密書 -洲本-」 - 公儀隠密（虚無僧）

  - 第20部 第23話「お助け母さんひえつき節 -宮崎-」（1991年4月15日） - 猪之吉
  - 第30部 第19話「決戦!村人たちよ立ち上がれ -津和野-」（2002年5月20日） - 恵美是人
  - 第31部 第20話「仕組まれた雛まつり -三次-」（2003年3月10日） - 源蔵
  - 第32部 第13話「赤ん坊背負った仇討ち -白石-」（2003年11月10日） - 赤堀源兵衛（鬼頭源八郎）
  - 第33部 第12話「京娘が秘めた謎! -萩-」（2004年7月5日） - 石山与兵衛
  - 第36部 第15話「お娟が挑んだ女の決闘 -徳山-」（2006年11月13日） - 中島図書
  - 第37部 第6話「家族涙の隠し金山 -佐渡-」（2007年5月14日） - 室戸清左衛門
  - 第38部
    - 第1話「小藩を救え! いざ西へ -水戸・江戸-」（2008年1月7日） - 久松玖太夫
    - 第24話「禁断の園! 大奥の謎 -江戸-」（2008年6月30日） - 三島屋清兵衛

  - 第39部
    - 第4話「天誅!紫頭巾参上 -近江八幡-」（2008年10月27日） - 青山伊蔵
    - 第19話「酔いどれ侍 奮い立て -松江-」（2009年3月2日） - 安部采女

  - 第40部 第4話「赤と青 風車の秘密! -米沢-」（2009年8月17日） - 荻野大膳
  - 第42部 第3話「その縁談一肌脱ぎます -上田-」（2010年10月25日） - 脇谷佐久蔵
  - 最終回スペシャル（2011年12月19日） - 黒沼源太夫
- 座頭市物語 第25話「渡世人」（1975年、CX / 勝プロ） - 代貸仙造
- 影同心シリーズ（MBS / 東映）
  - 影同心（1975年）
    - 第18話「濡れた女の殺し節」 - 目明し
    - 第23話「花嫁買って殺し節」 - 倉之助

  - 影同心II 第23話「一殺多生政商を斬る!!」（1976年） - 辰三
- Gメンシリーズ（TBS / 東映→近藤照男プロ）
  - Gメン'75
    - 第12話「漂流死体」（1975年） - 現金輸送車強奪犯の一味
    - 第20話「背番号3 長島対Gメン」（1975年） - 坂田組幹部B
    - 第274話「東京原宿族 この夏の犯罪」（1980年） - 根岸
    - 第296話「雪の夜 悪魔が生んだ赤ん坊」（1981年） - 蜂谷辰男（望月辰男）
    - 第345話「電話BOX連続殺人事件」（1982年） - 大城

  - Gメン'82（1982年）
    - 第4話「悪魔の電話」 - 野崎
    - 第9話「車椅子の女」 - 三原
- プレイガールQ （1975年、12ch  / 東映） 
  - 第40話「暴力刑事罷り通る」 - 松川
  - 第41話「放送300回記念・東京エマニエル夫人」 - 君塚三郎
- 痛快!河内山宗俊（1975年、CX / 勝プロ）
  - 第2話「ねりべい小路がひと肌ぬいだ」 - 河辺
  - 第9話「罠にはまった中山道」
  - 第18話「雪に舞う女の絵草紙」
- 五街道まっしぐら! 第10話「鉄の爪に泣く姫の恋」（1976年、NET / 東映）
- 横溝正史シリーズ / 犬神家の一族（1977年、MBS / 大映、映像京都） - 犬神佐武
- 人形佐七捕物帳 （1977年、ANB / 東映）
  - 第6話「音羽の猫は金の爪」 - 留吉
  - 第17話「怨霊を呼ぶ蛍屋敷」 - 彦三郎
  - 第31話「捕物くらべ西東」 - 木村
- 大岡越前（TBS / C.A.L）
  - 第5部 第6話「足を洗った女」（1978年3月13日）※ 成瀬正名義
  - 第11部 第15話「怨念消した花嫁姿」（1990年7月30日） - 尾島の時二郎
- 大都会シリーズ（NTV / 石原プロ）
  - 大都会 PARTII 第40話「午前零時の脱獄」（1978年） - 石川ミノル
  - 大都会 PARTIII （1979年）
    - 第17話「誘拐」 - 岸辺ヒロシ
    - 第46話「反逆の殺し屋」 - 長良隆一
- 江戸の鷹 御用部屋犯科帖 第29話「三途ノ川の子守歌」（1978年、ANB / 三船プロ） - 平造
- 特捜最前線（ANB / 東映）
  - 第57話「改造拳銃・失われたロック!」（1978年）
  - 第74話「死体番号004の男!」（1978年） - 川口
  - 第140話「ハナコ・少女売春の街!」（1979年）
  - 第152話「手配107・凧をあげる女!」（1980年） - 村上
  - 第173話「レイプ・恐怖の自転車置場!」（1980年） - 海藤進（山村）
  - 第219話「鉢植えを抱えた17才!」（1981年）
  - 第240話「サンタクロース殺人事件!」（1981年） - 新東組幹部
- 暴れん坊将軍（ANB / 東映）
  - 吉宗評判記 暴れん坊将軍 ※ 成瀬正 名義
    - 第4話「遥かなる遠き日の母」（1978年） - 浜村
    - 第45話「寿限無寿限無のニセ小判」（1978年） - 役人
    - 第67話「大岡越前守自決す!」（1979年） - 内与力
    - 第72話「紅花で染めた復讐」（1979年） - 内与力
    - 第207話「しばし名残の八百八町」（1982年） - 周太

  - 暴れん坊将軍II ※ 成瀬正 名義
    - 第3話「気になるあいつの恋びんた!」（1983年） - 小笠原右京
    - 第114話「花の吉原 人質新さん!」（1985年） - 儀平

  - 暴れん坊将軍III 第115話「無念を晴らした南蛮大魔術!?」（1990年） - 板倉屋八右衛門
  - 暴れん坊将軍V
    - 第15話「めおと春秋、涙に夢灯り」（1993年） - 松田金十郎
    - 第44話「春を呼んだ喧嘩そば!」（1994年） - 真壁又十郎

  - 暴れん坊将軍VI
    - 第1話「吉宗潜入! 謀略の城 偽将軍宣下を阻止せよ!」（1994年） - 影十三
    - 第35話「絶体絶命! 大岡越前」（1995年） - 十六夜十左

  - 暴れん坊将軍VII 第6話「てんやわんやの親孝行」（1996年） - 黒崎大膳
  - 暴れん坊将軍IX 第35話「大岡越前失脚!? 誘拐された恋女房」（1999年） - 富森又一郎
- 熱中時代 先生編 第1シリーズ 第12話「熱中先生と少年探偵団」（1978年、NTV / ユニオン映画） - 刑事
- 遠山の金さん 第2シリーズ 第14話「標的は桜吹雪」（1979年、ANB / 東映） - 沢田
- ザ・スーパーガール （12CH / 東映）
  - 第15話「高校生売春 決死の潜入捜査」（1979年）
  - 第23話「暴力の街に女体を賭けろ」（1979年）
  - 第47話「夜の課外授業 危険を売る少女」（1980年）
- 赤穂浪士（1979年、ANB / 東映 / 中村プロ） - 武林唯七
- 探偵物語 第3話「危険を買う男」（1979年、NTV / 東映ビデオ） - 岸田
- 西部警察シリーズ（ANB / 石原プロ）
  - 西部警察
    - 第4話「マシンガン狂詩曲」（1979年） - 笹尾三郎
    - 第37話「炎の中で甦れ!」（1980年） - 今井勇
    - 第67話「狙われた小暮課長」（1981年） - 三井
    - 第79話「婦人警官」（1981年） - 池辺恒男
    - 第103話「強行突破」（1981年） - 山下信夫

  - 西部警察 PART-II（1982年）
    - 第13話「俺の愛したマリヤ」 - 中畑清一
    - 第26話「-北都の叫び-カムバック・サーモン!」 - 浅見利雄

  - 西部警察 PART-III
    - 第19話「決戦! 燃えよ玄海灘-福岡篇-」（1983年） - 早川軍司
    - 第32話「杜の都・激震!! -宮城・前篇-」、第33話「仙台爆破計画-宮城・後篇-」（1983年） - 宮城県警刑事
    - 第59話「跳べ! 探知犬リュウ」（1984年） - 伊庭明
    - 最終話「大門死す! 男たちよ永遠に…」（1984年） - 岡山県警刑事
- 騎馬奉行 第8話「処女の背中に彫った秘密」（1979年、KTV / 東映）
- 銭形平次 第700話「みなし児の詩」（1979年、CX / 東映） - 三次
- 鉄道公安官 第34話「公安官抹殺指令」（1980年、ANB / 東映） - 高林
- 大江戸捜査網（12ch→TX / 三船プロ→ヴァンフィル） ※ 成瀬正 名義
  - 第427話「花嫁絶唱 地獄の情け船」（1980年） - 伊吹
  - 第477話「美人絵に秘めた女地獄の謎」（1981年） - 浦里京之進
  - 第582話「遊女に賭けた孤独の一匹狼」（1983年） - 井上
  - 第616話「嘘か誠か? 花嫁の赤い疑惑」（1983年） - 宅次
- 非情のライセンス 第3シリーズ 第1話「兇悪の門出・赤ちゃんの顔が見たい!」（1980年、ANB / 東映） - 宮地健一
- 長七郎天下ご免!（1980年、ANB / 東映）※ 成瀬正 名義
  - 第28話「おとこの誠に目を覚ませ! 」 - 梶田
  - 第54話「おとこの真実の風車 」 - 沖原
- 爆走! ドーベルマン刑事 第9話「黒の狙撃者」（1980年、ANB / 東映）
- ミラクルガール 第17話「一億円を拾った女」（1980年、12ch / 東映) - 中井
- 大激闘マッドポリス'80 第16話「人間狩り」（1980年、NTV / 東映） - 西岡の仲間
- 特命刑事 第6話「黒い狼」（1980年、NTV / 東映） - 榎本
- ザ・ハングマンシリーズ（ABC / 松竹芸能）
  - ザ・ハングマン 燃える事件簿 第7話「亡者を呼ぶ金相場」（1980年） - 阿久津の部下
  - ザ・ハングマンII 第6話「ヨガ秘術 しゃべる水死体」（1982年） - 黒木健二
  - 新ハングマン 第16話「疑惑の教授選につけ入るニセ処刑人」（1983年） - 増田（野村興信所調査員）
  - ザ・ハングマン4 第3話「若い身体から内臓が奪われる!」（1984年） - 中野社長（ローンズクロー）
  - ザ・ハングマンV 第9話「金塊に化けたヘソクリ200億を追え!」（1986年） - 島田康広（覚醒剤の売人）
  - ハングマンGOGO 第11話「裸女も貸します 殺人バンク!」（1987年） - 竹村社長（TM探偵社）
- 柳生あばれ旅シリーズ（ANB / 東映）
  - 柳生あばれ旅 第24話「打倒!柳生一族 -草津-」（1981年）
  - 柳生十兵衛あばれ旅 第4話「天狗の弱みは美女だった」（1982年） - 板谷兵四郎
- 警視庁殺人課 第22話「新妻殺人事件 暴走Gメンを撃て」（1981年、ANB / 東映）
- 愛のホットライン（1981年、CX / セントラル・アーツ） - 磯田龍次
- 影の軍団シリーズ（KTV / 東映）
  - 影の軍団II 第25話「伊賀対甲賀・最大の激突!」（1982年） - 猿
  - 影の軍団III 第16話「容疑者は三度消える」（1982年）
  - 影の軍団IV 第16話「女忍者、最後の涙」（1985年） - 陶黒道
- 斬り捨て御免 3　第10話「怪盗を追え 死のおとり作戦」（1982年、テレビ東京）- 源三
- 時代劇スペシャル（CX）
  - 道場破り 逃避行を追う刺客の陰謀と罠（1982年）
  - 御用牙（1984年） - 御子
- 源九郎旅日記 葵の暴れん坊 第38話「駆けろ! げんこつ街道」（1983年、ANB / 東映） - 遠藤
- 北の国から83冬（1983年、CX）
- 連続テレビ小説 / おしん（1983年、NHK） - 田倉亀次郎（おしんの夫･竜三の次兄）
- 大奥（KTV / 東映）
  - 第29話「渚の体験」（1983年） - 猪吉
  - 第44話「天使たちのエロス」（1984年） - 広瀬圭次郎
- 火曜サスペンス劇場（NTV）
  - 夕陽よ止まれ（1983年、東映） - 後藤刑事
  - 殺意の海（1983年、ユニオン映画）
- 遠山の金さん (高橋英樹版)  ※ 成瀬正 名義
  - 第48話「化け猫が喰べた九人の遊女!」（1983年） - 秋月隼人
  - 第66話「姓は女医、名は酔いどれ芸者!」（1983年） - 直助
  - 第94話「女豹が狙った42人の大スリ軍団!」（1984年）
  - 第122話「愛の墓場・二人の父をもつ悪女!」（1984年）- 清次
- 長七郎江戸日記 （NTV / ユニオン映画）
  - 第1シリーズ ※ 成瀬正 名義
    - 第15話「通りゃんせ小太郎」（1984年） - 朽木波二郎
    - 第31話「日陰に咲く花」（1984年） - 鏑木伊三郎
    - 第48話「瓦版始末記」（1985年） - 木下大介
    - 第66話「からくり人形使い」（1986年） - 南条源二郎

  - 第2シリーズ
    - 第6話「春遠からじ」（1988年） - 山根勘十郎
    - 第31話「同心物語 父ありき」（1988年） - 三木蔵人

  - 第3シリーズ
    - 第10話「若後家には御用心」（1990年） - 堀田修理亮
    - 第24話「夢の通い路」（1991年） - 島田典馬 (伊波興照)
- 人妻捜査官 第16話「疑惑!?幼な妻が捨てた赤ん坊」（1984年、ABC / テレパック）
- 特命刑事ザ・コップ 第11話「女ゴルファーを狙え!」（1985年、ABC / テレキャスト）
- 誇りの報酬 第41話「東京-仙台・追跡300キロ」（1986年、NTV / 東宝） - 光竜会幹部
- 太陽にほえろ! 第695話「赤いドレスの女」（1986年、NTV / 東宝） - 西岡修次
- 土曜ワイド劇場（ANB→EX）
  - 探偵・神津恭介の殺人推理 第5作「血ぬられた薔薇」（1986年、松竹） - 後藤信吉
  - 松本清張スペシャル・数の風景（1991年、東映）
  - 京都マル秘仕置帖（ABC / 松竹） - 野呂健作
    - 第1作「カラオケ教室美女殺人事件」（1999年）
    - 第2作「京都マル秘仕事人」（2001年）

  - タクシードライバーの推理日誌 第15作「二つの顔を持つ乗客」（2001年） - 山内祥一郎
  - 新聞記者・鶴巻吾郎 第4作「青梅〜磐梯山に徳川埋蔵金を探す…伝説が呼ぶ湯煙り連続殺人!!土湯こけしが唄う民謡にお宝の謎!?」（2010年、東映） - 鷹橋昭弘
  - ドクター彦次郎 第1作（2015年） - 京都府警察捜査一課 刑事 関本保
- 12時間超ワイドドラマ→新春ワイド時代劇（TX / 東映）
  - 風雲江戸城 怒涛の将軍徳川家光（1987年） - 放駒四郎兵衛
  - 花の生涯 井伊大老と桜田門（1988年） - 島田左近
  - 国盗り物語（2005年、C.A.L） - 林通勝
- ジャングル 第21話「あいつの素顔」（1987年、NTV / 東宝）
- あきれた刑事 第20話「あやしい香港マフィア」（1988年、NTV / セントラル・アーツ） - 鍋島興業社長
- 名奉行 遠山の金さん（ANB / 東映）
  - 第1シリーズ 第5話「闇のおんな仕事人」（1988年） - 円蔵
  - 第2シリーズ SP1「大陰謀! 天下分け目の桜吹雪」（1990年） - 北村
  - 第4シリーズ 第4話「占いを信じた女」（1991年） - 才造
  - SP6 「江戸城転覆! 覗かれた赤毛の女」（1992年） - 藤倉
  - 第5シリーズ 第24話「馬と下郎と大福餅」（1993年） - 兵藤勘解由
  - 第7シリーズ
    - 第6話「集団スリ 美しい未亡人 裏の顔」（1995年） - 砲次郎
    - 第18話「復讐の女! 雨の仕掛け長屋」（1996年） - 黒塚の佐平次

  - 金さんVS女ねずみ 第10話「隠密同心殺人事件」（1998年）- 北海屋重兵衛
- TBS大型時代劇スペシャル（TBS）
  - 徳川家康（1988年） - 大谷吉継
  - 織田信長（1989年） - 柴田勝家
  - 坂本龍馬（1989年） - 秋尾の兄
  - 武田信玄（1991年） - 高坂弾正
  - 平清盛（1992年） - 伊藤景綱
  - 天下を獲った男 豊臣秀吉（1993年） - 斎藤利三
- ゴリラ・警視庁捜査第8班 第9話「ゲッタウェイ 逃げて、逃げて!」（1989年、ANB / 石原プロ） - 故売屋のジョー
- はぐれ刑事純情派 第2シリーズ 第14話「臓器を売る女」（1989年、ANB / 東映） - 勝又順次
- 三匹が斬る!（ANB / 東映）
  - 続・三匹が斬る! 第9話「連発銃、昨日の友は今日の敵」（1989年） - 横田
  - 続続・三匹が斬る! 第15話「五木の里、つむじ風吹く女人屋敷」（1990年） - 俵藤帯刀
  - 新・三匹が斬る! 第10話「首一つ、賭けてみちのく影武者哀歌」（1992年） - 井上景虎
  - ニュー・三匹が斬る! 第2話「女駆け込み寺にゃ魔物が棲んでいる!」（1994年）
  - 痛快・三匹が斬る! 第5話「凶悪の里、愛しい女の紙風船」（1995年）
  - リニューアル版 第2話「出たぞ!もののけ!怪奇の森 決死の女と幽霊藩主の謎!?」（2002年）
- 銭形平次 （CX / 東映） ※北大路欣也版
  - 第1シリーズ 第2話「茶室の殺人」（1991年）
  - 第3シリーズ 第6話「落ちた天神花」（1993年） - 大倉源十郎
  - 第5シリーズ 第8話「暗黒街の女」（1995年） - 新八郎
- 八百八町夢日記 第2シリーズ 第2話「私が惚れた男」（1991年、NTV / ユニオン映画） - 藤助
- 四匹の用心棒（ANB / 東映）
  - 第4作「かかし半兵衛ひとり旅」（1992年） - 赤井要
  - 第5作「かかし半兵衛無頼旅」（1993年） - 大町隼人
- あばれ八州御用旅（TX / ユニオン映画）
  - 第1シリーズ 第9話 「哀れ！薄幸の美姉妹 折鶴の謎」（1990年） - 八巻連三郎
  - 第2シリーズ 第7話 「上州からっ風怨み風」（1991年） - 直祐
  - 第3シリーズ 第9話「年増殺し 最後の賭け」（1992年） - 奥田玄之進
  - 第4シリーズ 第1話「男涙の大利根無情! 抜荷街道の謎を追え!」（1994年） - 笹川の繁蔵
- 半七捕物帳 第16話「悲しみ色の女」（1993年、NTV / ユニオン映画） - 巳之介
- 闇を斬る!大江戸犯科帳 第9話「闇奉行に罠をかけろ!」（1993年、NTV / ユニオン映画） - 鬼塚左内
- 殿さま風来坊隠れ旅 第4話「日本一の殿様宣言」（1994年、ANB / 東映） - 滝沢外記
- 江戸の用心棒（NTV / ユニオン映画）
  - 江戸の用心棒 第4話「金貸し婆の最期の一両」（1994年） - 松前
  - 江戸の用心棒II 第2話「将軍吉宗の古証文」（1995年） - 島九十郎
- 静かなるドン（1994年 - 1995年、NTV / 光和インターナショナル） - 肘方年坊
- 付き馬屋おえん事件帳 第3シリーズ 第6話「忘八地獄」（1995年、TX / 松竹） - 京屋
- あばれ医者嵐山 第10話「良薬の罠」（1995年、TX / ユニオン映画） - 坂上静馬
- 将軍の隠密!影十八 第14話「うそ・情婦のできごころ」（1996年、テレビ朝日） - 赤堀主水
- 南町奉行事件帖 怒れ! 求馬II 第16話「鯛だけが知っていた」（2000年、TBS / C.A.L） - 定岡九十郎
- 金曜エンタテイメント / 花瀬ちなつの殺人スクープ（2000年、CX）
- 御家人斬九郎 第5シリーズ 第2話「箱根の鬼」（2001年、CX / 映像京都） - 伝吉
- 月曜時代劇（ANB→EX / 東映）
  - 八丁堀の七人
    - 第3シリーズ 第8話「捨て身の人質救出! 愛する女を守れ!!」（2002年） - 寺崎平八
    - 第5シリーズ 第7話「謎の深川心中! 二度命を救われた女」（2004年） - 素走りの銀次
    - 第6シリーズ 第9話「悲しき夫婦愛! 居酒屋占拠事件」（2005年） - 倉持十郎

  - 天罰屋くれない 闇の始末帖 第10話「さらば天罰屋! 炎に消えた涙の折り鶴!」（2003年） - 若村仁左衛門
  - 忠臣蔵（2004年） - 原惣右衛門
- 火曜時代劇（EX / 東映）
  - 八州廻り桑山十兵衛〜捕物控ぶらり旅 第7話「流されてゆく情念の女…謎の焼死体と悲しき鈴の音」（2007年） - 友五郎
  - 遠山の金さん 第3話「悪徳金貸しになった奉行!? 遊女の純情と金さんの涙…」（2007年） - 岩五郎
- お江戸吉原事件帖 第7話「思いはめぐる糸車」（2007年、TX / C.A.L） - 清左衛門
- 相棒 season6 第19話「黙示録」（2008年、EX / 東映） - 黒木勝警部補
- 密命 寒月霞斬り（2008年、TX / C.A.L） - 桑原平九郎
- 金曜プレステージ / 木枯し紋次郎（2009年、CX / C.A.L） - 仙造親分
- 新・警視庁捜査一課9係 第5話「殺人ダイヤモンド」（2009年、EX / 東映） - 宇都宮
- 木曜ミステリー / 新・おみやさん 第7話（2012年、EX / 東映） - 桃山武寛
- 月曜ゴールデン→月曜名作劇場（TBS）
  - 医師・円城寺修 第2作「恨みの報酬」（2012年） - 加賀豊治(金融会社社長)
  - 赤かぶ検事奮戦記 第6作「京都祇園おんな殺人事件」（2016年、松竹） - 明神安昭
- BS時代劇（NHK BSプレミアム）
  - 大岡越前2 第9話「嘘つき婆さんの涙」（2014年、C.A.L） - 羅漢の寅蔵
  - 雲霧仁左衛門2（2015年） - 相模の軍次
- 日曜ワイド / おかしな弁護士 第1作（2017年） - 富田晃
- 特捜9 final season 第9話（2025年6月4日、テレビ朝日） - 中村紀行

### Vシネマ
- 狙撃 THE SHOOTIST（1989年、東映Vシネマ）- 浜田
- ベレッタM92F 凶弾（1990年、東映ビデオ） - 梶本組若頭 沢田
- お嬢様極道組長（1991年）
- カルロス（1991年、東映ビデオ）
- 爆走儀式 STREET KIDS（1992年、東映ビデオ）
- 用心坊 極道狩り（1994年、東映ビデオ）
- 江戸むらさき特急（1994年） - 大岡忠相、与力
- 日本極道史 残侠の盃（1995年、SHSプロジェクト）
- 獣の領分（1997年、ケイエスエス）
- 平成残侠伝 獅子が哭く!（1998年、東映ビデオ）ｰ 竜神会組長 白石
  - 平成残侠伝 血刃が吼える!（1998年、東映ビデオ）
- 安藤組外伝 群狼の系譜（1999年）
- ゼニ学 浪花裏金融道（1999年、大映 / 徳間ジャパン）
- 真・雀鬼2 麻雀無法地帯（1999年、徳間ジャパン） - 黒沼グループ会長
  - 真・雀鬼13 闇のプロフェッショナル（2002年、徳間ジャパン） - 日宋金融社長 宗方
- 首領への道9・10（2000年、GPミュージアム） - 大阪 鯵倉組若頭 押川勝次
- 修羅の絆（2000年） - 黒田(元 博徒)
- 嫌な奴。bitch!（2001年、東映ビデオ）
- 難波金融伝 ミナミの帝王22 男たちの過去（2003年、ケイエスエス） - 大野組長
- 総長賭博（2004年、ジャパンアート） - 四代目平山組組長
- 実録・東組抗争史 閻魔の微笑（2004年） - 五代目酒谷組組長 谷藤正雄
- 修羅場の侠たち 伝説 河内十人斬り（2005年、GPミュージアム）
- 実録・武闘派極道史 八西会跡目抗争（2006年）
- 実録・東海道抗争 白と黒（2006年） - 四代目山賀組八代目剛島一家若頭 長谷川省吾
- 実録・東声会 初代・町井久之 暗黒の首領（2006年） - 真道会極東興行組長 柏木樫光
- 白竜 シノギの報酬（2006年） - 上岡組舎弟頭 沢渡組組長 沢渡俊介(沢渡リサーチ社長)
- 首領がゆく2,3（2006年-2007年） - 二代目真侠組若頭補佐 鈴守組組長 鈴木守雄
- 極道の紋章（2007年） - 十三 堀田一家総長 堀田一馬
- ビジネスマン必勝講座 ヤクザに学ぶ交渉術（2007年、GPミュージアム）第4話「人情こそが最大の武器!」 - G組 G組長
- 住越・浜野政吉～烈侠～完結篇（2007年）
- 闇金の帝王（2007年） - 村野組組長
- 実録･四国やくざ戦争 血戦 松山抗争勃発編（2007年） - 道後 西元組組長 西元信行(渡邊実の兄弟分)
  - 実録・四国やくざ戦争 血戦2 松山抗争終結編（2007年） - 道後 西元組組長 西元信行(渡邊実の兄弟分)
- 実録・国粋 竜侠 完結編（2007年） - 鶴橋組組長 鶴橋芳哉
- 実録 九州やくざ道 LB熊本刑務所（2008年）全2作 - 河田征一
- 関西極道 流血の抗争史 侠客の刃編（2008年） - 盛下組幹部 藤行人(信人の父)
- 新・首領への道3,4（2008年・2009年） - 三代目侠山会舎弟頭 石見マサヤ
- やくざ抗争史 猛友会 西成愚連隊 完結編 見果てぬ夢が覚める時（2008年） - 侠和会幹部 京極武司
- 侠宴 〜実録・阿形充規の半生〜（2009年） - 吉侠会会長 吉侠一家総裁
- 新・修羅の軍団２（2010年）
- 荒ぶる魂の華（2014年） - 若頭
- YOKOHAMA BLACK1・2（2016年） - 相模睦連合会会長 剣崎
- CONFLICT 〜最大の抗争〜（2016年） - 武器商人 日向源吉
- 虎狼の群れ（2017年） - 黒龍会蛯名組若頭 岡部敏明
- 日本極道戦争 第五章・第六章（2020年） - 八鬼会鬼征組組長 鬼征文司
- 下町任侠伝 鷹（2020年） - 猛武会会長
- 日本統一 50（2021年）- 京浜連合会会長 須永義明

### 舞台
- 里見浩太朗 特別公演
- 小林幸子 特別公演
- 細川たかし 特別公演
- 北島三郎 特別公演（2012年7月明治座）

### インターネット動画
- 電報日和 第5話「定年退職する父へ」（2011年12月2日から3か月配信、フジテレビ無料動画サイト「見参楽（みさんが！）」） - 水野 正孝